# Anablepsoides urophthalmus
La sardinita es la especie Anablepsoides urophthalmus, un pez de agua dulce la familia de los rivulines en el orden de los ciprinodontiformes.

## Morfología
De cuerpo alargado y colorido con lunares rojos y azules, los machos pueden alcanzar los 7 cm de longitud máxima.

## Distribución geográfica
Se encuentran en ríos de Sudamérica, en la cuenca del río Amazonas en Brasil.

## Hábitat
Viven en pequeños cursos de agua entre 22 y 26°C, de comportamiento bentopelágico y no migrador.
No es un pez estacional. Es fácil de mantener en cautividad en acuario.